# Zygonemertes maslovskyi
Zygonemertes maslovskyi är en djurart som tillhör fylumet slemmaskar, och som först beskrevs av Czerniavski 1880.  Zygonemertes maslovskyi ingår i släktet Zygonemertes och familjen Amphiporidae. Inga underarter finns listade i Catalogue of Life.